# マルミミゾウ
マルミミゾウ（丸耳象、学名: Loxodonta cyclotis）は、哺乳綱長鼻目ゾウ科アフリカゾウ属に分類されるゾウの一種。

## 分布
アフリカ大陸にある以下の諸国。
アンゴラ、ガーナ、ガボン、カメルーン、ギニア、ギニアビサウ、コートジボワール、コンゴ共和国、コンゴ民主共和国、シエラレオネ、赤道ギニア、セネガル、中央アフリカ共和国、トーゴ、ナイジェリア、ニジェール、南スーダン、リベリアの上記国。ガンビアでは絶滅。

## 形態
大きさは違うが、外見はアフリカゾウと酷似する。
体長400 - 600センチメートル。尾長160 - 150センチメートル。肩高240センチメートル。体重2,700 - 6,000キログラム。
門歯は下方へ伸び、あまり湾曲しない。耳介は小型で、丸みをおびる。体格や外耳が小型なのは、障害物の多い森林内での移動に適していると考えられている。
蹄は前肢が5本、後肢は4本。サバンナゾウ（「アフリカゾウ」の一亜種とされていた「マルミミゾウ」を独立種とした場合の、「マルミミゾウ」でないアフリカゾウ）（前肢4本、後肢3本）よりも一本ずつ多いと言われている。しかしながら両種とも蹄の数には変異があることが知られているため、必ずしも分類の決め手にはならない。

## 分類
形態や分子系統推定から独立種とする説もあるが、アフリカゾウの亜種とする説もある。
以前はアフリカゾウの亜種とされていたが、近年はDNAの分析により別種とする説が有力。

## 生態
熱帯雨林に生息する。普段は最年長のメスを中心とした最大でも10頭前後の小規模な群れで生活する。
食性は植物食で、植物の葉、枝、樹皮、果実等を食べる。ミネラルをとるために岩塩や泥を食べることもある。
繁殖形態は胎生。1回に1頭の幼獣を産む。

## 人間との関係
象牙目的の狩猟、人口増加に伴う農地開発などによる生息地の破壊などにより、生息数は激減している。
日本では2021年の時点でぞう科（ゾウ科）単位で特定動物に指定され、2019年6月には愛玩目的での飼育が禁止された（2020年6月に施行）。
現在、飼育されている個体は世界でも3頭のみであり、中でも生息地外での飼育は日本の広島市安佐動物公園のみである。安佐動物公園では、ブルキナファソから移されて2001年から飼育しているメスの「メイ」（2024年8月時点で推定25歳）の繁殖を目指して、2022年から発情期に合わせて、山口県の秋吉台サファリランドにいるオスの「ダイ」を受け入れており、2024年8月21日に日本初の飼育下妊娠が確認され、翌年の2025年8月5日に国内初の繁殖に成功した。
人間に慣れないアフリカゾウと違い、ある程度は人間に慣れるため、北アフリカでは家畜化（主に戦象として使用）された時代もあった。